# سافيني سور أورج
سافيني سور أورج هي بلدية تقع في الضواحي الجنوبية لباريس، فرنسا. تقع على بُعد 19.1 كيلومترًا (11.9 ميل) من مركز باريس في إقليم إيسون.
خلال الاضطرابات المدنية في فرنسا عام 2005، كانت سافيني أول مدينة تفرض حظر تجول. وتضم المدينة مدرسة جان بابتيست كورو الثانوية، وهي قلعة تعود إلى القرن الثاني عشر تم تحويلها إلى مدرسة وكانت سابقًا ملكًا للمارشال دافو.
يُعرف سكان سافيني سور أورج باسم "سافينيان". حصل الكاتب باتريك إيروار-سياد (المولود عام 1955 في سافيني) على جائزة إيف دولاكروا من الأكاديمية الفرنسية عام 1993.
توفي لويس نيكولا دافو، القائد العسكري تحت قيادة نابليون، في سافيني سور أورج، وتحمل إحدى ساحات المدينة اسمه.

## الرياضة
تستضيف المدينة فريق بيسبول يُدعى "أسود سافيني سور أورج"، والذي يلعب على المستوى الوطني.

## التنقل
تخدم سافيني سور أورج محطة سافيني سور أورج على خط **RER C** في باريس.

## الروابط الخارجية
- Base Mérimée: Search for heritage in the commune, Ministère français de la Culture. (in French)
- Mayors of Essonne Association باللغة الفرنسية